# Bulle d'or (1186)
Pour les articles homonymes, voir Bulle d'or (homonymie).
La Bulle d'or, édictée par l'empereur Frédéric Barberousse le 4 mai 1186, est un texte juridique accordant à l'archevêque de Tarentaise l'investiture de toutes les possessions temporelles des métropolitains de Tarentaise, confirmant par-delà la donation par la charte de Rodolphe III de 996.
Remise à l'archevêque Aymon II, elle a été promulguée à la fois dans un contexte de lutte d'influence entre l'empereur, le pape, l'Église de Tarentaise et les comtes de Savoie.
La bulle d'or est une pratique qui a pour origine l'empire byzantin, mais qui a été utilisée par les empereurs du Saint-Empire romain germanique à plusieurs reprises au cours fin du Moyen Âge.

## Contexte
Le contrôle de la vallée de la Tarentaise, où coule l'Isère, et de ses populations relève de plusieurs puissances, locales et régionales. D'une part, une partie de la vallée relève du pouvoir temporel des archevêques de Tarentaise qui ont reçu le comitatus, en 996, à travers une charte du roi Rodolphe III de Bourgogne, dite « charte de Rodolphe III »,. Sans être associé aux comtes carolingiens, les archevêques reçoivent « la cession de droits réels : non seulement des domaines, des redevances, des droits de péage et justice, mais encore un droit supérieur sur le fiscus royal. ». Toutefois l'acte ne précisait pas la nature de ce territoire, si le pouvoir spirituel du diocèse de Tarentaise s'étend sur l'ensemble de la vallée et des vallées adjacentes, le pouvoir temporel des évêques semble limité à la cité de Darantasia (Moûtiers) et la partie basse de la vallée, c'est-à-dire entre Conflans et l'étroit du Siaix ou « Pas du Siaix ». Leur main mise sur la Haute-Tarentaise n'a du durer qu'un temps, puisqu'à partir du XIe siècle, ce sont les vicomtes de Tarentaise, les seigneurs de Briançon, qui en sont maîtres.
Par ailleurs, dans la vallée voisine de Maurienne, une dynastie s'affirme, depuis le début du XIe siècle, les Humbertiens, qui donnera naissance à la maison de Savoie. Ces princes étendent leur pouvoir sur les environs et tentent d'avoir le contrôle sur les diocèses environnants. Selon la tradition, le comte Humbert II serait intervenu, à la demande de l'archevêque l'archevêque Héraclius, en 1082 pour le soutenir contre les seigneurs de Briançon. Les Savoie se seraient ainsi dans la vallée en ayant comme tête de pont le château de Salins, aux portes de Moûtiers. Toutefois, cette version est contestée par l'archiviste paléographe Jacqueline Roubert
Vers 1175, un nouvel archevêque est élu, Aymon II, un chartreux, frère du seigneur Aymeric ou Emeric de Briançon,. Tranchant avec son prédécesseur, le nouvel archevêque tente de réaffirmer le pouvoir de l'Église de Tarentaise, en obtenant la confirmation des droits et possessions de celle-ci, et pour se faire « [louvoie] entre le pape dont il dépendait au spirituel, et l'empereur dont il était le vassal en tant que comte ». Il obtient une confirmation de ses droits et possessions d'Alexandre III en 1176, puis une bulle de protection en 1184 de la part de Lucius III,,. Cette période est d'ailleurs marquée par un conflit entre le pape et l'empereur. L'archevêque se tourne, en 1186, avec les mêmes attentes vers l'empereur du Saint-Empire, qui est « trop heureux de lui abandonner »,. Joseph Garin, chanoine honoraire de Tarentaise et historien, s'interroge sur cette nouvelle demande « avait-elle pour but de corriger les bulles pontificales de 1172 et 1176, en les complétant ; ou bien voulait-il seulement se procurer une garantie supplémentaire, celle de l'empereur s'ajoutant à celle du pape ? Ces deux raisons sont également plausibles. »

## Teneur de la Bulle d'or
La bulle impériale est délivrée par l'empereur Frédéric Barberousse, le 6 des ides de mai 1186, soit le 4 mai 1186,,, à Pavie,, à l'archevêque de Tarentaise, Aymon II. Le document est une grande feuille de parchemin. L'archiviste-médiéviste Jean-Yves Mariotte en donne une description précise lors d'une Rencontres du Centre Européen d’Études Bourguignonnes en 1966.
Jean-Yves Mariotte observe que « certaines formules sont identiques dans les deux actes », la Bulle et la Charte de 996. Le médiéviste en déduit que le rédacteur de l'acte de 1186 devait avoir sous les yeux le diplôme de 996. Dans le texte, les regalia (droits de justice, perception des péages, monnayage) remplacent le comitatus mentionné dans la charte rodolphienne. 
Le document liste ainsi l'ensemble des possessions sur lesquels s'étend directement le pouvoir de l'archevêque : la cité de Moutiers (Musterio) ; les châteaux de Saint-Jacques (Castrum S. Jacobi), de Briançon (Castrum de Briançone) — alors absent dans les confirmations de 1172 et 1176 — et une partie de celui de Conflans (partem quam habet in castro de Conflens) ; Villette ; les vallées de Bozel, des Allues, de Saint-Jean-de-Belleville (Vallée des Belleville), avec les villages de la Flachère et de la Combe (dans la vallée des Belleville), les vallées de Saint-Didier (La Bâthie), de Luce (Beaufort et le Beaufortain), avec toutes leurs dépendances,.
L'archevêque est, par ailleurs, autorisé à revendiquer l'ensemble des biens qui auraient été soustraits à l'Église de Tarentaise, mais aussi de reconstruire les châteaux détruits ou d'en faire édifier de nouveaux. Enfin, la bulle précise que cette autorité archiépiscopale ne pourra être remise en cause, avec l'« exclusion formelle de tout duc, marquis, comte et vicomte qui pourraient y prétendre ».

## Conséquences
Après avoir obtenu d'Alexandre III « par la crosse et l'anneau » l'investiture de ses biens, Aymon II reçoit celui « par le sceptre » de l'empereur Frédéric,. De fait, l'acte place l'archevêque directement comme vassal de l'Empire, empêchant ainsi l'extension de l'influence des Humbertiens sur la vallée et limitant leur pouvoir grandissant sur les diocèses voisins,. Le comte ayant soutenu le pape Alexandre III contre l'empereur, l'historien Bruno Galland considère que la précision finale de l'acte est « très clairement rédigée contre le comte de Savoie ».
Il faudra attendre l'année 1189 pour que la paix s'installe entre l'Empereur et le comte de Savoie.